# Parafia św. Antoniego z Padwy w Warszawie
Parafia św. Antoniego z Padwy w Warszawie – parafia rzymskokatolicka należąca do dekanatu śródmiejskiego, archidiecezji warszawskiej, metropolii warszawskiej Kościoła katolickiego, w dzielnicy Śródmieście w Warszawskie.

## Historia
Parafia została erygowana w 1864 i podlega pod dekanat śródmiejski. Nadzór klerycki sprawują ojcowie Franciszkanie reformaci.

### Kościół parafialny
Kościół parafialny św. Antoniego z Padwy wybudowany został w XVII wieku.